# 赵先
赵先（1916年—），原名张群仙，女，江苏溧阳人，中华人民共和国政治人物，曾任上海市妇女联合会主任。

## 家庭
丈夫王尧山。